# Calendario luni-solare hindu

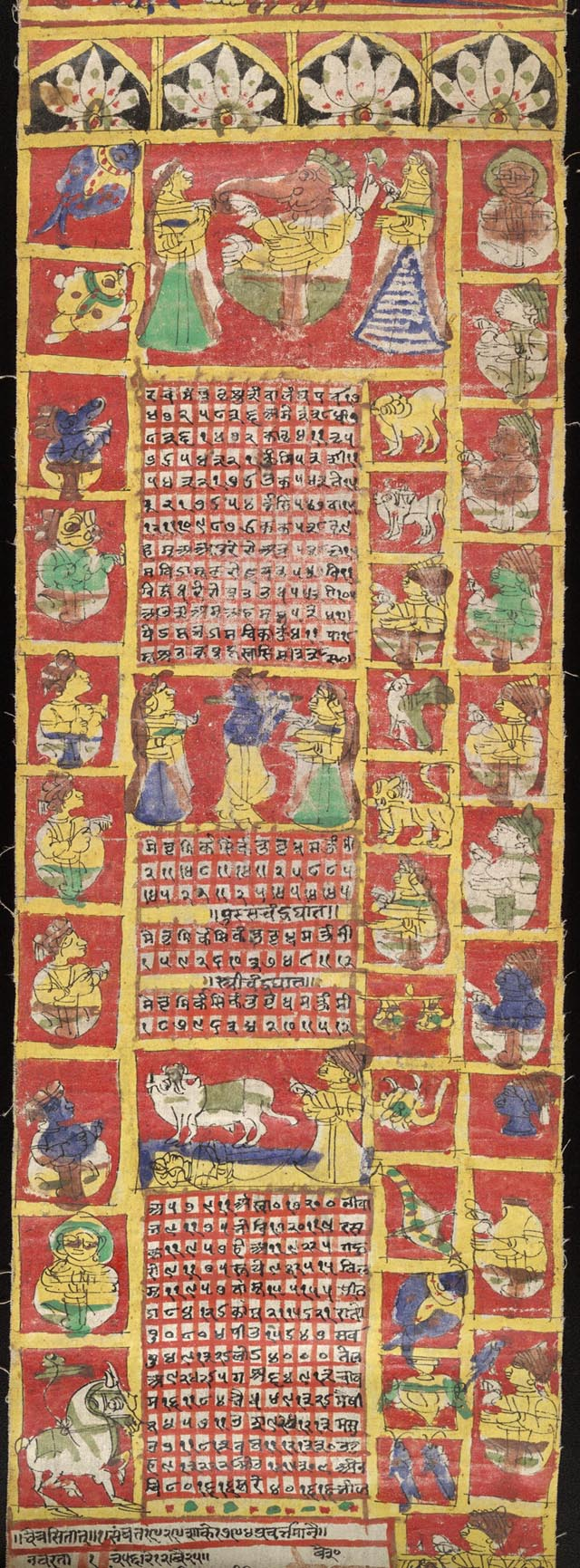
Una pagina da un calendario Hindu 1871-72

Il calendario hindu è una tipologia di calendario molto diffusa, utilizzata tradizionalmente in India. Ne esistono diverse versioni e si basano sul ciclo lunare e sul ciclo solare.
Seppure esistano molti calendari locali, i più studiati e noti sono il Shalivahana Shaka del Sud dell'India, il Vikram Samvat (Bikrami) che si usa a Nord e nelle regioni centrali dell'India, il calendario Tamil usato nel Tamil Nadu e il calendario Bengali usato in Bengala. 
Tutti questi calendari sono basati sul ciclo lunare, il capodanno cade in primavera e iniziano dal primo millennio a.C.. In contrapposizione, nelle regioni come il Kerala, dove si pone più enfasi al ciclo solare e si usano calendari come quello Malayalam, il capodanno è in autunno e parte dalla seconda metà del primo millennio d.C.
L'antico calendario Hindu è concettualmente simile al calendario Giudaico, ma differente dal calendario Gregoriano; a differenza di esso, che aggiunge giorni ai mesi lunari per ridurre l'errore tra i 12 cicli lunari (354 giorni lunari) e quasi 365 giorni solari, il calendario Hindu mantiene l'integrità del mese lunare e inserisce un mese intero secondo regole complesse, dopo un certo numero di anni, per far ricadere nelle stagioni appropriate i festival e i rituali del raccolto.
I calendari Hindu sono stati utilizzati nel subcontinente indiano fin da tempi antichi, e rimangono in uso specialmente presso le comunità di Induisti in India e Nepal per calendarizzare le date dei festival folcloristici, come Holi, Maha Shivaratri, Vaisakhi, Raksha Bandhan, Pongal, Onam, Krishna Janmashtami, Durga Puja, Ram Navami, Vishu e Diwali. Le prime comunità Buddiste dell'India adottarono prima un antico calendario indiano, successivamente il calendario Vikrami e poi i calendari Buddisti locali. I festival buddisti continuano ad essere calendarizzati seguendo un sistema solare. Il calendario buddista e i tradizionali calendari lunisolari di Cambogia, Laos, Birmania, Sri Lanka e Thailandia sono anch'essi basati su un'antica versione del calendario Hindu, così come le antiche tradizioni Giainiste seguono lo stesso sistema Hindu per i festival, i testi e le iscrizioni sacre e tradizionali. I riferimenti del calendario dei Buddisti e dei Giainisti sono elementi della vita di Buddha e di Mahavira.
Il calendario Hindu è anche importante per praticare l'astrologia Hindu e il suo sistema zodiacale, in gran parte adottato dalla Grecia, nei secoli successivi all'arrivo di Alessandro Magno.
Il calendario nazionale indiano, o "Calendario Saka", è stato riformulato a partire dal 1952 basandosi sui calendari tradizionali Hindu, ed è stato adottato dalla nazione il 22 marzo 1957.